# 대해초등학교
대해초등학교는 대한민국 경상북도 포항시 남구에 있는 공립 초등학교다.

## 학교 연혁
- 1973.7.1 대해국민학교 인가
- 1974.3.1 개교(8학급)
- 1980.3.1 45학급(송림국민학교 분리)
- 1981.3.1 40학급(대도국민학교 분리)
- 1985.3.1 59학급(죽도국민학교 분리)
- 1990.3.1 59학급(상대국민학교 분리)
- 1996.3.1 대해초등학교로 교명 변경
- 2011.2. 제36회 졸업(졸업생 119명, 총 졸업생 11,562명)
- 2012.2. 제37회 졸업(졸업생 102명, 총 졸업생 11,664명)
- 2013.2. 제38회 졸업(졸업생 106명, 총 졸업생 11,770명)
- 2013.3.1 18학급 편성(특수학급 1학급 포함)
- 2013.9.1. 홍사만 교장 취임
- 2014.2. 제39회 졸업(졸업생 104명, 총 졸업생 11,666명)
- 2014.3.1 16학급 편성(특수학급 1학급 포함)
- 2015.2 제40회 졸업(졸업생 66명, 총 졸업생 11,732명)
- 2015.3.1 15학급 편성(특수학급 1학급 포함)
- 2016.2.17 제41회 졸업
- 2016.3.1 14학급 편성(특수학급 1학급 포함)
- 2017.2.1 제42회 졸업(졸업생 70명, 총 졸업생 12,178명)
- 2017.3.1 박근호 교장선생님 취임
- 2017.12.22 다목적강당 "해오름관" 개관
- 2018.2.13 제43회 졸업(졸업생 53명, 총 졸업생 12,231명)
- 2018.3.1 13학급 편성(특수학급 1학급 포함)
- 2018.11.29 경상북도교육청 지정 학교환경 시범 학교(2019~2020)
- 2019.2.15 제44회 졸업(졸업생 53명, 총 졸업생 12,284명)
- 2019.3.1 13학급 편성(특수학급 1학급 포함)